# Rack City
Rack City ist ein Lied des US-amerikanischen Rappers Tyga. Der Song ist die dritte Singleauskopplung seines zweiten Studioalbums Careless World: Rise of the Last King und wurde am 2. Dezember 2011 veröffentlicht.

## Inhalt
In Rack City rappt Tyga aus der Perspektive des lyrischen Ichs über die typischen Gangsta-Rap-Themen, wie Geld, Frauen und Sex. Dabei inszeniert er sich als Star, der mit Geldscheinen um sich wirft und Frauen abschleppt. Der Titel „Rack City“ referenziert auf Las Vegas, die auch als Stadt des Geldes bezeichnet wird.

“Rack city, bitch, rack rack city, bitch

Ten, ten, ten, twenty on yo titties, bitch

100 deep VIP, no guest list

T-Raw, you don’t know who you fuckin’ with”

## Produktion
Der Song wurde von den Musikproduzenten DJ Mustard und Mike Free produziert, die neben Tyga auch als Autoren fungierten.

## Musikvideo
Bei dem zu Rack City gedrehten Musikvideo führte Chris Robinson Regie. Es feierte am 10. Januar 2012 Premiere und verzeichnet auf YouTube über 80 Millionen Aufrufe (Stand November 2023). Das Video spielt in der Unterwelt und zeigt Tyga als Gangster, der in kriminelle Geschäfte um Goldbarren verwickelt ist. Er ist mit seiner Gang auf der Suche nach dem Gold und legt sich mit verfeindeten Kriminellen an, mit deren Boss er sich schließlich zu Verhandlungen auf einem Golfplatz trifft. Seine damalige Freundin Blac Chyna ist ebenfalls im Video zu sehen und wird als Geisel gefangen gehalten. Nach der Übergabe des Goldes und einer folgenden Explosion rennen sie zusammen davon. Einige Szenen zeigen den Rapper auch in einem Stripclub.

## Single

### Covergestaltung
Das Singlecover ist schwarz-weiß gehalten und zeigt Tyga, der ein Basecap, eine Sonnenbrille sowie mehrere Halsketten trägt und seinen Kopf nach unten senkt. Im unteren Bildteil befinden sich die Schriftzüge Tyga und Rack City in Gold bzw. Weiß. Der Hintergrund ist schwarz gehalten.

### Chartplatzierungen
Rack City stieg am 17. Mai 2013 für eine Woche auf Platz 60 in die deutschen Singlecharts ein. In den Vereinigten Staaten erreichte die Single Rang sieben und konnte sich 25 Wochen in den Top 100 halten, während sie im Vereinigten Königreich Position 39 belegte und sich elf Wochen in den Charts hielt.
| ChartsChartplatzierungen       | Höchstplatzierung | Wochen |
| ------------------------------ | ----------------- | ------ |
| Deutschland (GfK)              | 60 (1 Wo.)        | 1      |
| Vereinigtes Königreich (OCC)   | 39 (11 Wo.)       | 11     |
| Vereinigte Staaten (Billboard) | 7 (25 Wo.)        | 25     |

| ChartsJahrescharts (2012)      | Platzierung |
| ------------------------------ | ----------- |
| Vereinigte Staaten (Billboard) | 45          |

### Auszeichnungen für Musikverkäufe
Rack City erhielt im Jahr 2018 in Deutschland für mehr als 150.000 verkaufte Einheiten eine Goldene Schallplatte. In den Vereinigten Staaten wurde es 2023 für über fünf Millionen Verkäufe mit Fünffach-Platin ausgezeichnet. Damit zählt es zu Tygas kommerziell erfolgreichsten Liedern.

| Land/Region                  | Auszeichnungen für Musikverkäufe (Land/Region, Auszeichnung, Verkäufe) | Verkäufe  |
| ---------------------------- | ---------------------------------------------------------------------- | --------- |
| Australien (ARIA)            | Gold                                                                   | 35.000    |
| Deutschland (BVMI)           | Gold                                                                   | 150.000   |
| Neuseeland (RMNZ)            | Platin                                                                 | 30.000    |
| Vereinigte Staaten (RIAA)    | 5× Platin                                                              | 5.000.000 |
| Vereinigtes Königreich (BPI) | Gold                                                                   | 400.000   |
| Insgesamt                    | 3× Gold · 6× Platin ·                                                  | 5.615.000 |

Hauptartikel: Tyga/Auszeichnungen für Musikverkäufe